# Віллі Сміт (снукерист)
Ві́ллі Смі́т (англ. Willie Smithнар.25 січня 1886—†2 липня 1982) — англійський колишній професіональний гравець в снукер та англійський більярд. Чемпіон світу з англійського більярду та фіналіст чемпіонату світу зі снукеру.

## Англійський більярд
Вперше зіграв на чемпіонаті світу з більярду у 1920 році, і переміг на ньому з першої спроби. Потім він ще раз виграв першість у 1923, але через розбіжності з організацією більярду він незабаром був змушений покинути турнір.

## Снукер
У снукері великих успіхів Віллі не домігся, хоча двічі з'являвся в фіналах чемпіонатів світу (в 1933 та 1935) . В обох випадках він поступився своєму співвітчизникові — Джо Девісу. У 1955 Сміт, у грі проти того ж Девіса став свідком максимального брейка у виконанні суперника.
Помер Віллі Сміт в місті Лідс, у віці 96 років.

## Досягнення в кар'єрі
- Чемпіонат світу зі снукеру фіналіст — 1933, 1935
- Чемпіонат світу з англійського більярду переможець — 1920, 1923
- Gold Cup фіналіст — 1937/38